# Vienoti Latvijai

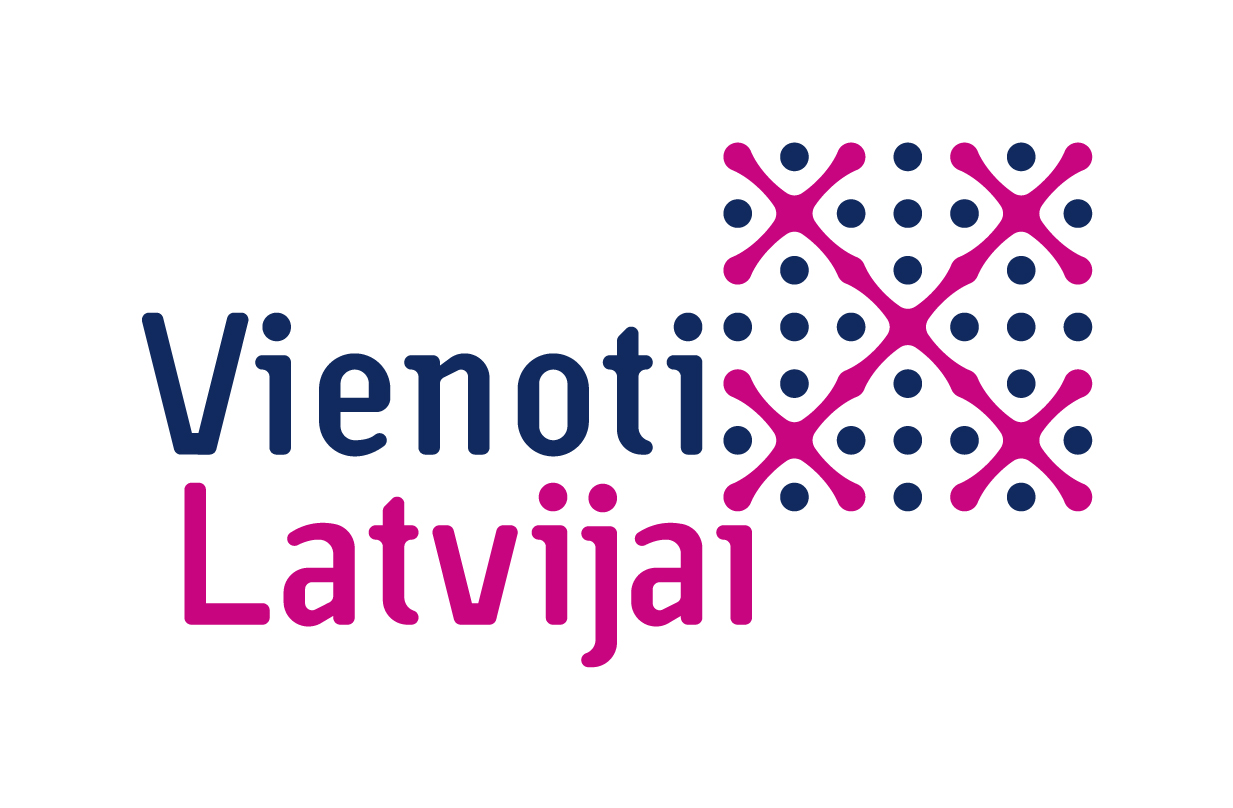

Vienoti Latvijai (deutsch Vereint für Lettland) ist eine politische Partei in Lettland.
Die Partei wurde 2011 in Rēzekne gegründet. Der Unternehmer und Politiker Ainārs Šlesers trat der Partei 2013 bei und wurde im Dezember des gleichen Jahres einstimmig zum Vorsitzenden gewählt. Zu den Parlamentswahlen 2014 traten auf der Parteiliste mit Ivars Godmanis, Aigars Kalvītis zwei ehemalige Ministerpräsidenten ohne Parteimitgliedschaft an.

## Weblink
- Offizielle Website